# Stock mine

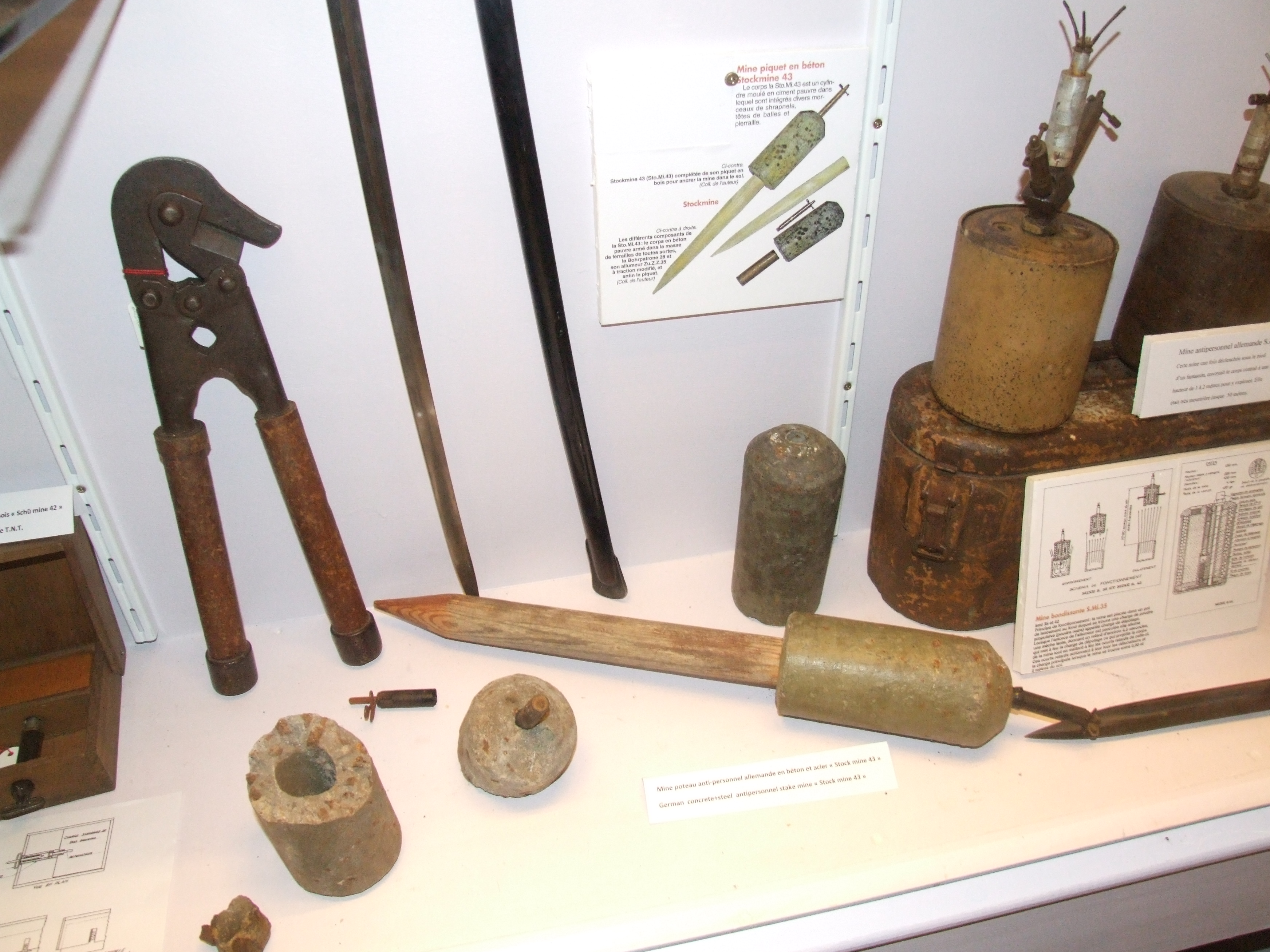
Stockmine M43.

La Stock mine, Stockmine M43 o también llamada Betonmine, (traducida al español como, Mina de hormigón) era una mina de estaca antipersonal alemana utilizada durante la Segunda Guerra Mundial. Consistía en un cuerpo principal cilíndrico de hormigón sobre una estaca de madera corta. La cabeza de hormigón contenía una pequeña carga de ruptura de TNT y estaba incrustada con varios fragmentos de metal. Una boquilla se ajusta a una boquilla central en la parte superior de la mina. Se podría usar con una gama de espoletas que incluyen el ZZ 35, ZZ 42 y ZU ZZ 35 que se dispararían en un tirón o liberación de un cable trampa. 
Varios países produjeron copias de la mina después de la guerra, incluidos el cubano PMFC-1, el checoslovaco PP-Mi-Sb y el yugoslavo PMR-2, que se encuentra en Bosnia y Croacia.

## Especificaciones
|                                   | Stock mine       | PMFC-1               | PMR-2                    | PP Mi-Sb                  |
| --------------------------------- | ---------------- | -------------------- | ------------------------ | ------------------------- |
| Altura (excluyendo participación) | 165 mm (6.5 in)  | 150 mm (5.9 in)      | 180 mm (7.1 in) (aprox.) | 140 mm (5.5 in)           |
| Diámetro                          | 70 mm (2.8 in)   | 75 mm (3 in)         | 80 mm (3.1 in)           | 75 mm (3 in)              |
| Peso                              | 2 kg (4 lb 7 oz) | 2 kg (4 lb 7 oz)     | 2.2 kg (4 lb 14 oz)      | 2.1 kg (4 lb 10 oz)       |
| Contenido explosivo               | 100 g (3.5 oz)   | 75 g (2.6 oz) de TNT | 75 g (2.6 oz) de TNT     | 75 g (2.6 oz) de TNT      |
| Presión operacional               | Varios           | 1-15 kg (2-33 lb)    | 3 kg (7 lb) tirador      | 1-15 kg (2-33 lb) tirador |